# Гринвил (Индијана)
Гринвил (енгл. Greenville) град је у америчкој савезној држави Индијана.

## Демографија
По попису из 2010. године број становника је 595, што је 4 (0,7%) становника више него 2000. године.
| Група             | 2000.       | 2010.       |
| Белци             | 574 (97,1%) | 557 (93,6%) |
| Афроамериканци    | 2 (0,3%)    | 9 (1,5%)    |
| Азијати           | 6 (1,0%)    | 5 (0,8%)    |
| Хиспаноамериканци | 3 (0,5%)    | 12 (2,0%)   |
| Укупно            | 591         | 595         |